# Anthurium hinoideum
Anthurium hinoideum är en kallaväxtart som beskrevs av Thomas Bernard Croat och D.C.Bay. Anthurium hinoideum ingår i släktet Anthurium och familjen kallaväxter. Inga underarter finns listade.